# Selfrid Kinmanson
Selfrid Algusto Calido Kinmanson, född den 17 januari 1849 i Stockholm, död den 17 december 1911 i samma stad, var en svensk librettoöversättare och folklustspelsförfattare. Han var son till Gustaf Kinmansson och Zelma Bergnéhr.
Kinmanson, som 1871 blev student vid Uppsala universitet, sedan 1874 var amanuens hos Generalpoststyrelsen och 1888-1905 tygförvaltare vid Stockholms artilleriförråd, gjorde sig känd som tillfällighetsdiktare och författare för teatern. Hans sceniska arbeten utgörs av dels originalstycken, bland annat muntra nyårsskämt, dels fyndiga bearbetningar och lokaliseringar av tyska lustspel: En årsrevy, En liten solstråle, Jon Blund, Öregrund-Östhammar, Hattmakarens bal, Pelle Grönlunds bryggeri med flera.
Hattmakarens bal filmatiserades 1928 i regi av Edvard Persson, se Hattmakarens bal.
Kinmanson var från 1874 gift med skådespelaren Anna Sandberg (1842–1909). De är begravda på Norra begravningsplatsen utanför Stockholm.

### Fotnoter
1. ↑  Svenskagravar.se, läs online, läst: 19 mars 2022.[källa från Wikidata]
2. ↑  5. Selfrid Algusto Calido K., Nordisk familjebok : Kikarsikte - Kroman, vol. 14, 1911, s. 121, läs online, läst: 2 november 2020.[källa från Wikidata]
3. 1 2 3 4  Kinmanson, Kinmansson, släkter, Svenskt Biografiskt Lexikon-ID: 11495, läst: 11 augusti 2020.[källa från Wikidata]
4. ↑  Kinmanson, Selfrid i Svenska män och kvinnor (1948)
5. ↑  ”Hattmakarens bal”. Svensk Filmdatabas. http://sfi.se/sv/svensk-filmdatabas/Item/?itemid=3653&type=MOVIE&iv=Basic&ref=/templates/SwedishFilmSearchResult.aspx?id%3d1225%26epslanguage%3dsv%26searchword%3dhattmakarens+bal%26type%3dMovieTitle%26match%3dBegin%26page%3d1%26prom%3dFalse. Läst 20 mars 2013.
6. ↑  SvenskaGravar